# Polyosma piperi
Polyosma piperi är en tvåhjärtbladig växtart som beskrevs av Merrill. Polyosma piperi ingår i släktet Polyosma och familjen Escalloniaceae. Inga underarter finns listade i Catalogue of Life.